# Рікардо Сампер
Рікардо Сампер Ібаньєс (ісп. Ricardo Samper Ibáñez; 25 серпня 1881 — 27 жовтня 1938) — іспанський державний і політичний діяч, міністр праці та промисловості, голова уряду Другої республіки 1934 року.